# Cantó de Sant Geli
El cantó de Saint-Gilles és un cantó francès inclòs al districte de Nimes (departament del Gard, regió d'Occitània). Està té 2 municipis: Generac i Sant Geli, essent aquest darrer la capital del cantó.